# Holcomycteronus brucei
Holcomycteronus brucei är en fiskart som först beskrevs av Dollo, 1906.  Holcomycteronus brucei ingår i släktet Holcomycteronus och familjen Ophidiidae. Inga underarter finns listade i Catalogue of Life.